# Zoran Živković (jugador d'handbol)
Zoran Živković   (Niš, 5 d'abril de 1945) fou un jugador d'handbol iugoslau d'origen serbi, que va competir durant les dècades de 1960 i 1970. Jugava de porter. Un cop retirat va exercir d'entrenador de diversos equips i seleccions nacionals.
El 1972 va prendre part en els Jocs Olímpics de Múnic, on guanyà la medalla d'or en la competició d'handbol.